# Спіраль Бруно

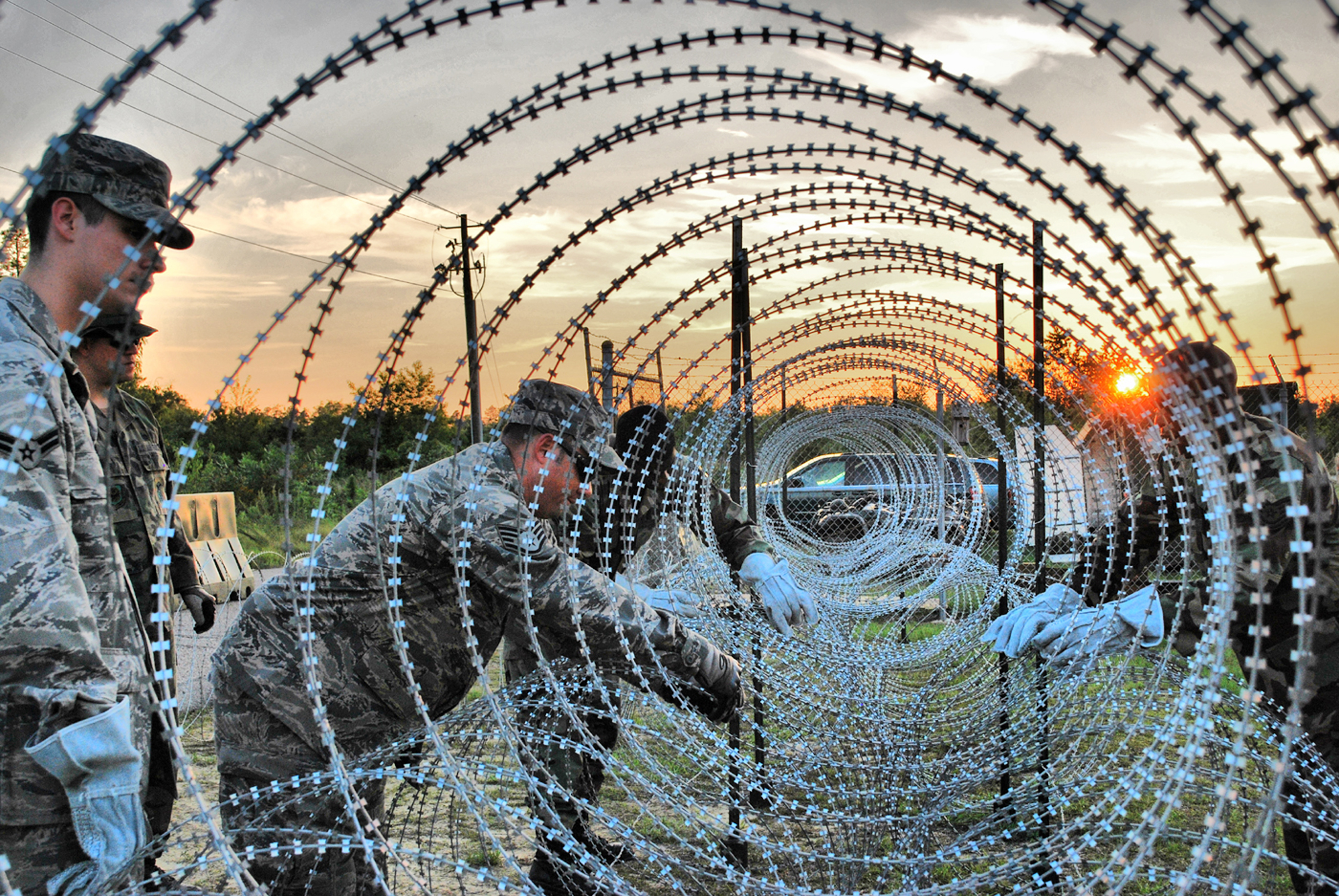

Бру́нова спіраль, також  Концертина, Дріт Даннерта — протипіхотна загорожа у вигляді циліндричної спіралі діаметром 70–130 см і завдовжки до 25 м, звитої з декількох ниток колючого або звичайного дроту, що перетинаються, і розтягнутої на опорах. Різновид колючого дроту.

## Історія застосування
Спіралі з колючого дроту з'явилися в ході Першої світової війни, бойові дії якої вирізнялися масовим застосуванням дротяних загорож. Зважаючи на те, що  встановлення багаторядних дротяних загорож вимагало часу, військові польові інженери протиборчих сторін почали використовувати особливим чином скручені бухти колючого дроту – вручну згорнуті спіралі, які можна було розгортати як гармоніку. Виготовлялася спіраль досить просто – на дерев'яний барабан виток до витка намотувався колючий дріт, витки якого потім скріплювалися між собою за шахівницею – перший з другим, другий з третім і т.д. В результаті виходило спіральне загородження з колючого дроту, яке отримало неофіційні назви — «Спіраль Бруно» (від імені винахідника,  якого саме — достеменно не відомо, німецького чи французького) та «Концертина» (за схожість на гармоніку Концертина). Ці саморобні конструкції не мали стандартизованого вигляду, не були запатентовані, завчасно виготовлялись вручну солдатами, але виявилися надзвичайно ефективними при обороні позицій, дозволяли оперативно нарощувати загорожі на ділянках прориву і використовувалася для відновлення зруйнованих загорож і облаштування їх на нових рубежах. Проте це все ще не був промисловий виріб – лише прийом, породжений польовими потребами. Відтоді в англомовних джерелах термін англ. «concertina» почав використовуватися для позначення таких спіральних загороджень, а назва «спіраль Бруно» залишалась у вжитку подекуди в Рейхсвері та Вермахті, а згодом в радянській армії, звідки перейшла до армій пострадянського простору.

### Дріт Даннерта
Якісний стрибок у застосуванні спіральних загороджень відбувся у 1932 році, коли німецькі інженери Горст Даннерт (нім. Horst Dannert, 1905-1943) та Вальтер Бьорке (нім. Walter Börkey) з Гаґена винайшли консольний метод складання гладкого спірального дроту у горизонтально сплющені рулони без застосування котків. 31 жовтня 1934 року винахідники отримали патент на конструкцію самоутримної спіралі з загартованого в мінеральній оливі високовуглецевого  дроту, з’єднаної фіксувальними скобами (патент Німеччини DE599829C). Ця конструкція вже була готовим промисловим продуктом, зручний для серійного виробництва. Три з половиною роки потому, 16 лютого 1938 року Даннерт отримав еквівалентний британський патент GB480082A. На удосконалену модель рулона з концертиною, виготовленої з загартованого пружинного сталевого дроту, 15 лютого 1940 року Горсту Даннерту був виданий швейцарський патент CH208591A.

Тестування концертини Даннерта в британській армії на зупинення бронетехніки. ~1936~1937 рр.

У той час як для трудомісткого зведення дротяних загороджень доводилося використовувати не менше п'яти солдатів, для  встановлення концертини Даннерта довжиною понад 15 метрів, потрібен був лише один вояк.
Винахід Даннерта швидко набув поширення не лише у Німеччині, а і в інших країнах. Спіралі, виготовлені з гладкого або колючого дроту, можна було розкручувати окремо, попарно або потричі (третя поверх двох інших). Це створювало бар'єр, який піхоті було майже неможливо подолати. Концертина також могла використовуватися як перешкода для гусеничної та колісної техніки. Це був важливий аргумент для військових після появи бойових танків та бронетехніки у 1916 році. Пружні спіралі блокували колеса та шасі під час наїзду на них.
Випробування, проведені Вермахтом та Британською королівською армією, яка була зацікавлена в дротяних котушках Даннерта, показали, що п'ять встановлених рулонів концертини значно уповільнювали танк, тоді як 20 рулонів зупиняли його через кілька метрів. Британські військовики використовували дріт Даннерта для захисту аеродромів, командних пунктів та військових баз, серед іншого; значні обсяги зберігалися як резерви. 

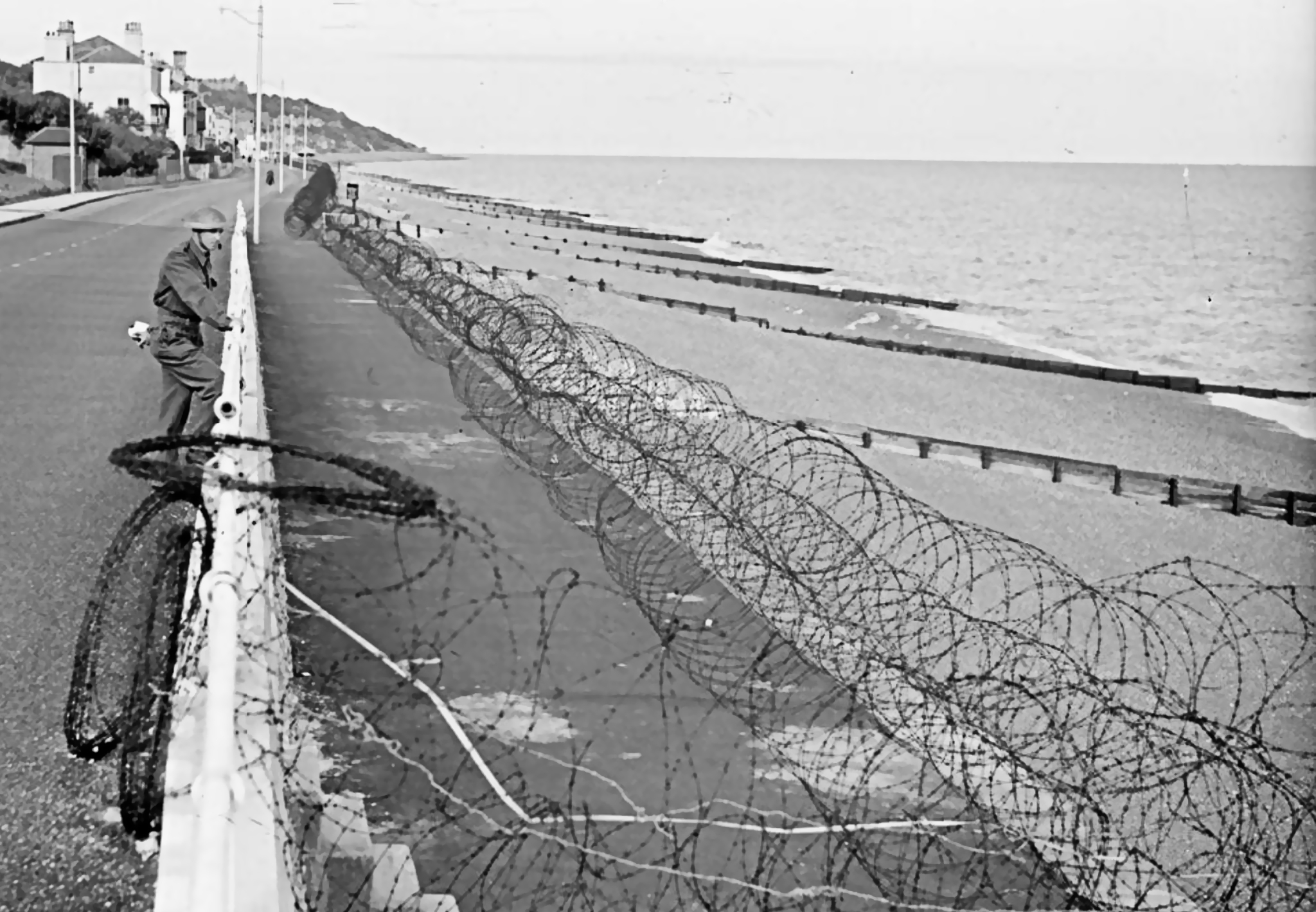
Концертина Даннерта на англійському узбережжі Ла-Маншу. Липень 1940 р.

Починаючи з 1939 року, британське Військове міністерство у циркулярах «Construction of Dannert Concertina Wire Obstacles» і «Field Engineering»  формалізувало застосування колючого дроту концертина та його різновиду —  дроту Даннерта,.
У передвоєнні роки виробничі потужності компанії «Federnwerke Horst Dannert GmbH» у Гаґені та її філії в Нордгаузені за допомогою спеціально розроблених дротозмотувальних машин, що забезпечували високу продуктивність, повністю задовольняли потреби Вермахту в колючих загородженнях та дозволяли експортувати концертину Даннерта до інших країн.
Навіть напередодні оголошення війни Німецькому Рейху 3 вересня 1939 року Велика Британія продовжувала отримувати імпортні поставки дроту Даннерта. Під час підготовки до можливого вторгнення Німеччини ( план «Морський лев») лише протягом травня і червня 1940 року для створення перешкод та протитанкової оборони вздовж узбережжя Ла-Маншу було використано понад 560 тисяч рулонів імпортного дроту Даннерта разом із понад 2000 тонами британського колючого дроту.
Запаси швидко вичерпались, а можливість отримання оригінального дроту Даннерта із Німеччини стала недоступною. У відповідь на це британські виробники колючого дроту почали копіювати запатентовану продукцію компанії з Гагена. Зважаючи на зрослу потребу в концертині британці також почали випускати незагартовану версію дроту Даннерта  з заниженою якістю та довговічністю — так званий «Жовтий Даннерт», який виготовлявся з металу з низьким вмістом марганцю і його легше було перекушувати. Назва походить від кольору маркування ручок котків для їх відрізнення від оригінальної моделі. Технології також поширились на США: 2 липня 1940 року один зі співавторів винаходу Вальтер Бьорке разом із компанією «Rendan Holdings Ltd» з Ґернсі отримали американський патент на виготовлення апарату для намотування дроту (US2206627A).

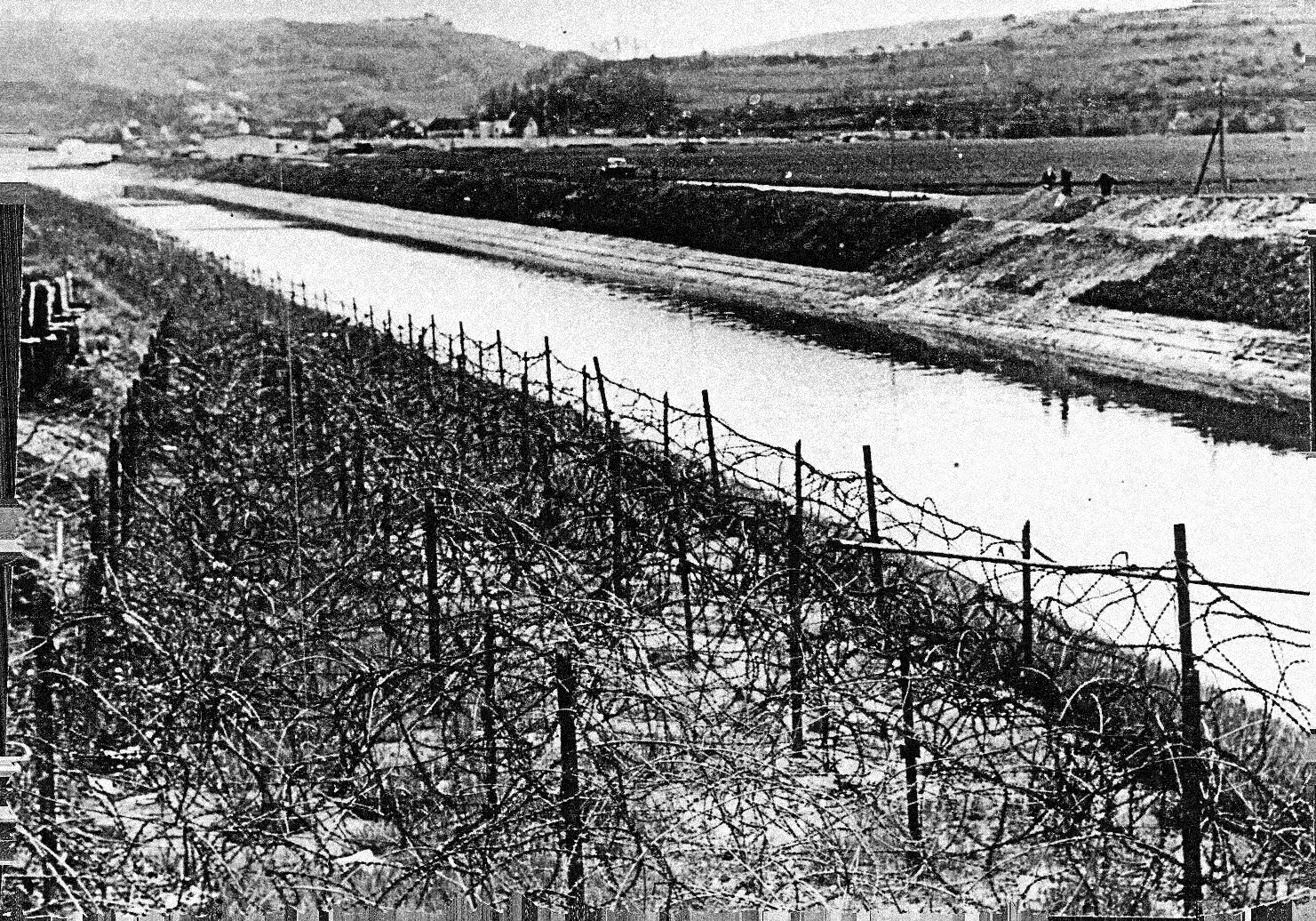
Концертина Даннерта на лінії Зіґфріда. 1944

З початком Другої світової війни попит на загороджувальні дротяні бар'єри зріс у рази. Лише для зведення «Атлантичного валу» були необхідні величезні обсяги рулонів дроту. Крім того, Головне управління з господарської та адміністративної роботи СС (SS-WVHA) та Головне управління безпеки Рейху СС потребували значних матеріальних ресурсів для облаштування концентраційних таборів та інших зон тримання ув'язнених.
У серпні 1944 року виробництву колючого дроту та дротяних загороджень у Рейху було надано найвищий військовий пріоритет. «Західний вал» та територія на лівому березі Рейну мали бути розширені та укріплені з огляду на просування союзних військ.
На заводах «Federnwerke Horst Dannert GmbH» було зайнято до 500 примусових робітників, зокрема щонайменше 187 остарбайтерів (з приблизно 250 працівників) у філії в Нордгаузені. На виробничих потужностях у Гаґені у 1943/44 роках працювало приблизно 400 осіб, половина з яких були іноземними робітниками. Філія в Нордгаузені була настільки сильно пошкоджена авіанальотами влітку та восени 1944 року, а також знову в останні місяці війни 1945 року, що виробництво було зупинено повністю. Заводи в Гаґені змогли лише частково компенсувати виробничі втрати.
15 березня 1945 року головний завод «Federnwerke Horst Dannert GmbH» у Гаґені зазнав серйозних пошкоджень під час одного з останніх британських авіанальотів, а в подальшому опинився в зоні британської окупації. У червні 1946 року компанія почала отримувати значні замовлення від британського військового уряду. Серед її клієнтів були, зокрема, завод Volkswagen у Вольфсбурзі, завод Ford у Кельні, Deutsche Reichsbahn і підприємства гірничодобувної галузі.
Важливі структурні та організаційні зміни всередині компанії відіграли ключову роль у її розвитку після війни. У серпні 1945 року Вальтер Бьорке, колишній партнер компанії та винахідник машин для виробництва дроту Даннерта, залишив підприємство. Його розробки, хоча й мали вагоме значення для військової промисловості під час війни, втратили свою актуальність у повоєнний період. Щедра вихідна виплата дозволила Бьорке заснувати у вересні 1945 року цех із пресування, волочіння та штампування. У 1949 році британський військовий уряд звернувся до «Horst Dannert Federnwerke» із запитом щодо відновлення виробництва дротяних роликів із шипами та без них. Оскільки компанія спеціалізувалася винятково на виробництві пружин для автомобілів та інших потреб, вона скерувала британців до компанії «Walter Börkey KG», де були необхідні технологічні ресурси і знання. Влітку того ж року «Walter Börkey KG» уклала угоду з британцями, проте без підтримки «Horst Dannert Federnwerke» це було б неможливо. Уже в серпні 1949 року розпочалося виконання першого контракту на виготовлення та постачання концертини, що попередньо узгоджувався з окупаційними силами. «Walter Börkey KG» перепрофілювала виробництво, перейшовши від виготовлення штампованих і пресованих деталей до прокатки дроту. 
З міркувань патентної захищеності - основний патент на дротяні ролики від 1932 року мав завершитись у 1950 році - та через сприятливі бізнес-перспективи, дві компанії з Гаґена вирішили об’єднати зусилля. У січні 1950 року «Walter Börkey KG» та «Horst Dannert GmbH» заснували нову компанію «Concertina-Drahtwalzen GmbH», розподіливши власність порівну. 
У 1952 році «Walter Börkey KG» запустила нову спеціалізовану машину для масового виробництва концертини, передавши її «Concertina-Drahtwalzen GmbH» на умовах частки від продажів. Ріхард Лейдольф (нім. Richard Leidolf (1903-1969)), який керував «Horst Dannert Federnwerke» і «Concertina-Drahtwalzen GmbH»,  у травні 1953 року зареєстрував  у ФРН патент на покращені дротяні ролики концертини з чергуваням великих та малих звивин,.
До початку 1990-х років «Concertina-Drahtwalzen GmbH» стала одним із провідних міжнародних постачальників загороджувальних бар’єрів — зокрема концертини, гладкого дроту та стрічкового колючого дроту НАТО. Її вироби широко використовувалися як у військовій, так і в цивільній сферах до вилучення компанії з реєстру в 2004 році.

## Використання
Дротяні загорожі найефективніші за використання спільно з кулеметами, оскільки, щоб їх подолати, піхотинець вимушений стати на повний зріст та затриматися на місці, що значно підвищує імовірність його ураження. Проходи в дротяних загорожах теж є зручним місцем для ураження живої сили супротивника.
Спіралі Бруно (дротяні спіралі) встановлюють на місцевості в два-три ряди за шириною і в один-два яруси за висотою. При встановленні спіралі зв'язують між собою дротом і кріплять кілками до землі. Після встановлення кожна спіраль являє собою циліндр завдовжки 10 м і заввишки 90 см. Спіралі можуть виготовлятися вручну в польових умовах на шаблонах з кілків, забитих у землю по периметру з діаметром 1,2 м. Кілки обмотують 50 витками колючого дроту з відстанню 3 см між витками. Час на виготовлення 100 м загорожі загальновійськовим відділенням — 5–6 год; на її встановлення — 0,5–1 год.
У мирний час використовують для обгородження об'єктів, що охороняються, наприклад, в'язниць або військових об'єктів, хоча часто її використовують для посилення огорож на закритій території цивільних об'єктів: на заводах, гаражах, складах тощо.
Нині виготовляють колючо-ріжучі спіралі, виготовлені не лише зі звичайного колючого дроту, але й із колючої стрічки, армованої дротом.